# 86号科罗拉多州州道

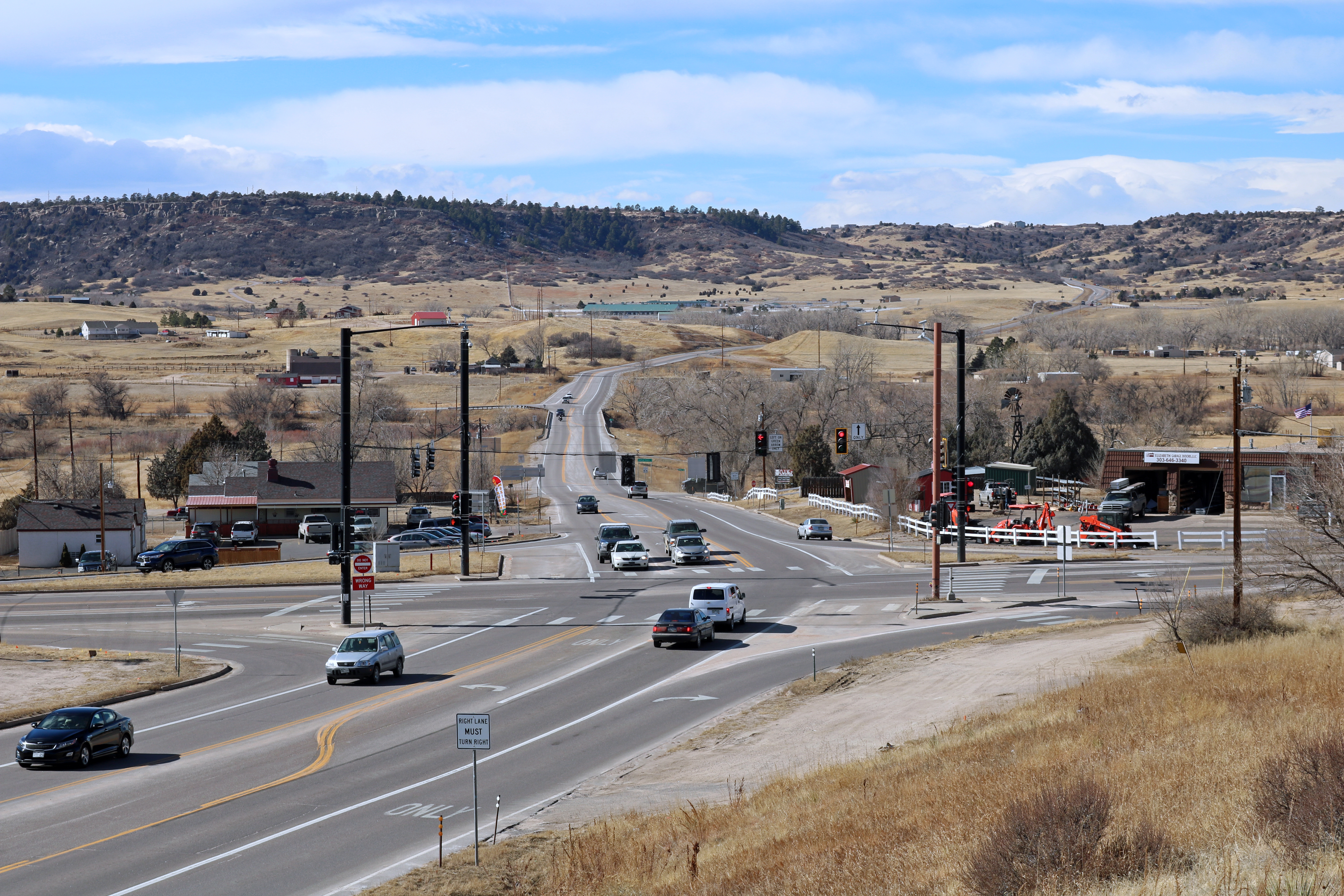
SH-86和SH-83在弗蘭克敦的交叉路口，横向为SH-83，纵向为SH-86

86号科罗拉多州州道（英語：Colorado State Highway 86，SH-86）是美国科罗拉多州中部的一条东-西走向的州级公路，全长61.47英里（98.93），东起林肯縣利蒙西侧接70號州際公路（I-70）和40号美国国道（US-40），在道格拉斯縣弗蘭克敦与83号科罗拉多州州道（SH-83）十字交叉，西至该县县治库特内县的罗克堡北侧接25號州際公路（I-25）和85号美国国道（US-85）。